# Аплин, Габриэль
Габриэль Аплин (англ. Gabrielle Aplin; род. 1992) — британская певица, автор-исполнитель. После того, как опубликовала на своём канале на YouTube несколько акустических кавер-версий различных песен в своём исполнении, в феврале 2012 года Аплин подписала контракт с лейблом Parlophone и записала свой дебютный альбом. Она стала известна в ноябре следующего года, когда её выбрали для записи саундтрека к телевизионной рекламе «John Lewis» с кавер-версией песни Frankie Goes to Hollywood «The Power of Love», занявшей первое место в UK Singles Chart. Её дебютный альбом English Rain был выпущен в мае 2013 года и получил благосклонные отзывы критиков. Его дебют в UK Albums Chart ознаменовался вторым местом, затем последовали записи ещё нескольких синглов: «Please Don't Say You Love Me», «Panic Cord», «Home» и «Salvation». Было продано около 100 000 экземпляров альбома. Второй альбом Аплин, Light Up the Dark , был выпущен в сентябре 2015 года, за ним в январе 2020 года последовал выпуск её третьего альбома, Dear Happy. За свою карьеру она также выпустила несколько мини-альбомов.

## Ранняя жизнь
Аплин выросла в Чиппенхэме в Уилтшире. Она старшая из трёх детей. Когда Аплин было 11 лет, родители купили ей первую гитару. Является поклонницей авторов-исполнителей Боба Дилана и Леонарда Коэна, а также рок-группы The National. В дальнейшем Аплин продолжила изучать музыку в City of Bath College, записываясь при этом на домашнем лейбле колледжа BA1 Records.

## Музыкальная карьера

### Начало карьеры (2011—2012)
Первым релизом Аплин стал пятитрековый мини-альбом  Acoustic, который она самостоятельно выпустила 13 сентября 2010 года на собственном лейбле Never Fade Records. Второй мини-альбом Аплин Never Fade, был выпущен 9 мая 2011 года. Композиции в нём записаны преимущественно в жанре фолк-рок, для их записи она играла на всех инструментах самостоятельно. В апреле 2011 года Аплин была приглашена выступать для BBC Introducing в Maida Vale Studios, где исполнила три трека из своего дебютного альбома Never Fade, а также кавер-версию песни «Fix You» группы Coldplay. Это выступление является самым просматриваемым на канале BBC Introducing в YouTube. Третий мини-альбом Аплин, получивший название Home, был выпущен 9 января 2012 года, снова на Never Fade Records. Она описала его как «самую искреннюю вещь», которую ей приходилось писать и исполнять.

### English RainиLight Up the Dark(2012—2016)
29 февраля 2012 года Аплин объявила, что подписала контракт с Parlophone Records. Её первый сингл, записанный с лейблом, «Please Don't Say You Love» был выпущен 10 февраля 2013 года. Позже в том же году Аплин участвовала в записи саундтрека для рождественской рекламы сети универмагов «Джони Льюис»; саундтреком стала кавер-версия песни The Power of Love группы Frankie Goes to Hollywood. В декабре 2012 года песня заняла первое место в UK Singles Chart. 13 мая 2013 года Аплин выпустила свой дебютный альбом, English Rain. После своего релиза, альбом занял второе место в чартах Великобритании; было продано около 35 000 экземпляров. Он занял в чартах 11 место в Ирландии, 10 место в Австралии и 39 место в Новой Зеландии.
В 2013 году звукозаписывающий лейбл Аплин Never Fade Records подписал контракт с валлийской фолк-джазовой певицей Ханной Грейс, которая ранее сопровождала Аплин в турах, а также с инди-фолк-исполнителем Сейнтом Реймондом. Первыми альбомами на лейбле Never Fade Records стали альбом Аплин Home EP выпущенный в январе 2012 года и Escapade EP Реймонда, выпущенный 22 апреля 2013 года. Затем Реймонд покинул лейбл.
В мае 2015 года Аплин анонсировала свой второй студийный альбом, Light Up the Dark. В анонсе альбома также был выпущен видеоклип на заглавный трек. Музыкальное видео на второй сингл альбома, «Sweet Nothing» было выпущено 6 августа 2015 года. Сам альбом был выпущен 18 сентября 2015 года. Тогда же стало известно, что она подписала контракт с модельным агентством Select.
В 2016 году Аплин начала набирать популярность в Бразилии, после того как её песня «Home» прозвучала в бразильской мыльной опере «Totalmente Demais». В мае того же года Аплин посетила эту страну с концертом и снялась в эпизодической роли в последнем эпизоде мыльной оперы. После выступления на телепередаче Domingão do Faustão 'Home' достигла 1 места в the Brazilian iTunes chart. 26 июня 2016 года Аплин выступила на акустической сцене Glastonbury Festival, а позже на BBC Introducing stage.

### Мини-альбомы иDear Happy(2016 — настоящее)

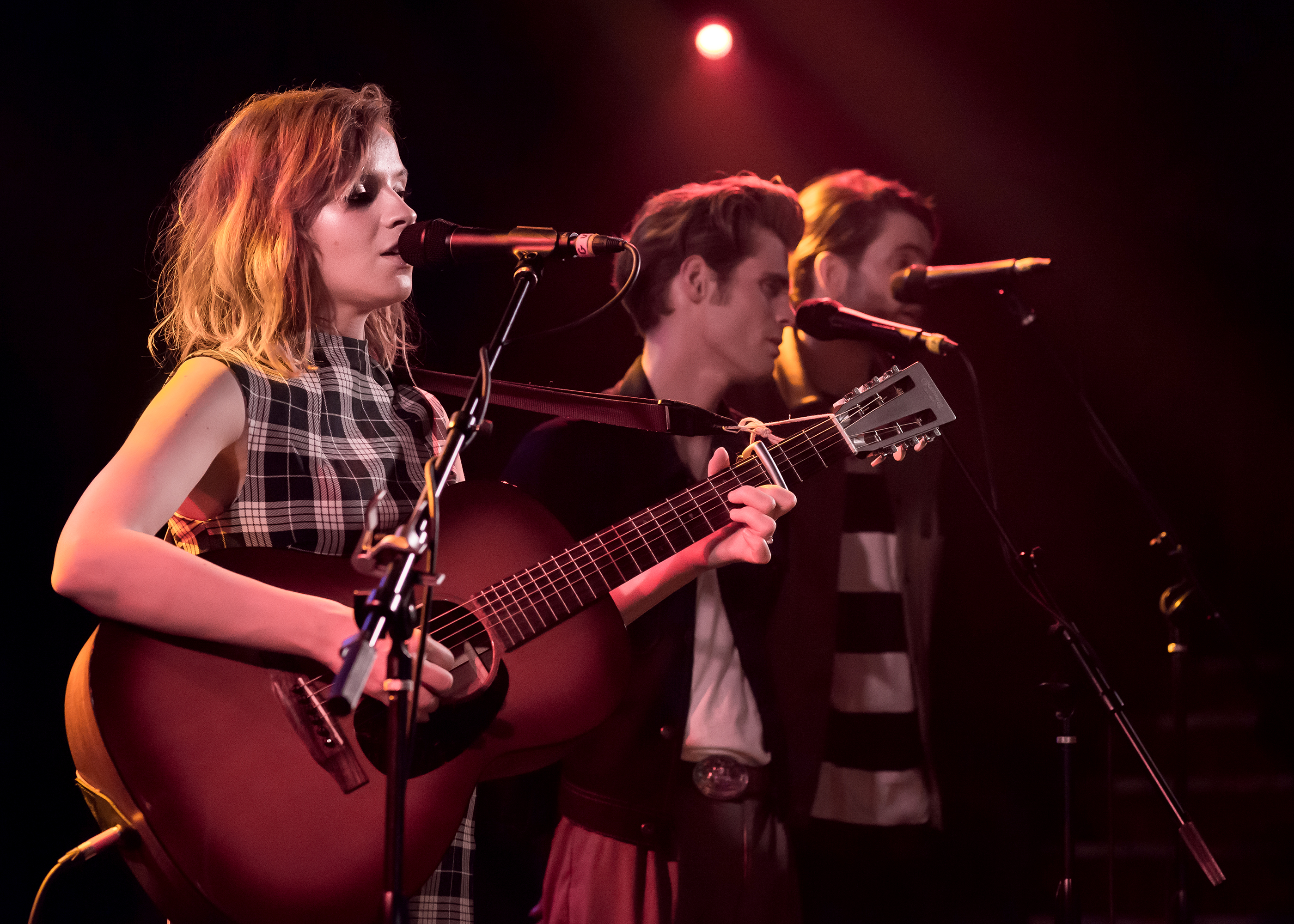
Габриэль Аплин выступает в The Troubadour, Лос-Анджелес, 2018 год

9 ноября 2016 года Аплин выпустила первый сингл с одноимённого мини-альбома «Miss You». Песня была описана как отход от её ранее гитарного звука на Light Up the Dark, а её продюсирование было гораздо менее «примитивным», чем её предыдущие работы.
В феврале 2017 года Аплин рассталась с Parlophone Records, чтобы сосредоточиться на выпуске материала на собственном независимом лейбле Never Fade Records. По поводу своего решения она прокомментировала: «Мне очень нравится заниматься всем — от моего имиджа до моих работ. Было очень приятно контролировать ситуацию». 9 августа 2017 года Аплин выпустила сингл «Waking Up Slow». Затем 6 октября она выпустила следующий мини-альбом, Avalon. «Waking Up Slow» была названа Popjustice одной из лучших поп-песен 2017 года.
20 ноября 2018 года Аплин анонсировала первый сингл со своего третьего альбома «My Mistake»; она была выпущена 28 ноября, а сама назвала её «самой честной и сырой песней на сегодняшний день.». Сотрудничала с Ханной Грейс на рождественском мини-альбоме December, релиз которого состоялся 8 декабря 2018 года. 27 марта 2019 года Аплин выпустила свой второй сингл с третьего альбома, «Nothing Really Matters», за которым 14 августа последовал ещё один сингл «Losing Me» с участием JP Cooper. 17 января 2020 года вышел полноформатный альбом Dear Happy.

## Личная жизнь
Аплин — веган. Состоит в отношениях с музыкантом Алфри Хадсоном-Тейлором. Вместе они проживают в Брайтоне.

## Дискография
- English Rain (2013)
- Light Up the Dark (2015)
- Dear Happy (2020)